# 比嘉秀仁
比嘉 秀仁（ひが ひでひと、1980年5月28日 - ）は、日本プロ麻雀協会に所属するプロ雀士（第6期後期入会、関西支部所属）。兵庫県出身。

## 人物
- 高校2年の時に友人に誘われ麻雀を覚える。大学時代に麻雀サークルに入部、それをきっかけに競技麻雀の世界にハマる[3]。
- 2007年、当時アマチュアだった金太賢[注 1]のプロ団体入会に影響を受け自身も受験、合格。同年9月に公式戦デビュー[3]。

オンライン麻雀天鳳において実名である「比嘉秀仁」で登録しており、ネット麻雀界で活動を行うプロ雀士の第一人者。非常に多い登録者の中でも数少ない「10段」まで達成したことがある。愛称は「ジーニアスコンピュータ」「混沌渦中」 など。

## 雀風
ネット麻雀で培った場況読みを武器に、攻守ともにバランスのとれたオーソドックスな打ち手。

## エピソード
天鳳歴は非常に長く、打っている時間をリアルタイムに換算すると330日以上。段位の推移としては2009.5.14に初の「鳳凰卓」入りを達成。その後6-5-6-7-6-7-8-7-6-7-8-7-と鳳凰卓と特上卓をうろうろしていたが2011.5.16念願の「十段」を達成。一気に知名度が上がる。だがその後調子を崩し9-8-9-8-7-6-5と2014.7.2現在五段である。
過去に日本プロ麻雀協会内ビッグタイトルの一つである「日本オープン」の決勝まで勝ち進んでおり準優勝している。

## 主なタイトル歴
- 第7回 日本オープン2位[7]
- 第1回 関西チャンピオンシップ4位[8]

## 著書
- 強者の最新手筋100（2015年6月 マイナビ ISBN 9784839956363）